# 大索姆馬特爾山
47°01′23″N 6°45′03″E / 47.023041°N 6.750809°E
大索姆馬特爾山（Grand Som Martel），是瑞士的山峰，位於該國西部，由納沙泰爾州負責管轄，距離拉奇內山4公里，海拔高度1,337米，每年平均降雨量1,743毫米。